# Grupos de células adrenérgicas
Grupos de células adrenérgicas se refere a conjuntos de neurônios no sistema nervoso central que colore para PNMT, a enzima que converte norepinefrina a epinefrina (adrenalina). Assim, postula-se que o neurotransmissor que produzem possa ser epinefrina (adrenalina). Localizados na medula, são nomeados grupo de células adrenérgicas C1, grupo de células adrenérgicas C2 e grupo de células adrenérgicas C3.